# رنگینک کلاه‌برفی
رنگینک کلاه‌برفی (نام علمی: Lepidothrix nattereri) نام یک گونه از سرده پولک‌موها است.